# Báo và phát thanh, truyền hình Bắc Ninh
Báo và Phát thanh – Truyền hình Bắc Ninh là đơn vị sự nghiệp báo chí trực thuộc Ủy ban nhân dân tỉnh Bắc Ninh.

## Lịch sử cụ thể
Ngày 21 tháng 9 năm 1977, Ủy ban nhân dân tỉnh Hà Bắc đã ra quyết định số 760/QĐ-UBND về việc thành lập Đài Phát thanh Hà Bắc trực thuộc UBND tỉnh. Đài Phát thanh Hà Bắc thành lập trên cơ sở Đài Truyền thanh tỉnh được tách khỏi Ty Thông tin Hà Bắc và chính thức hoạt động từ ngày 1/10/1977. Và ngày 1/10 hàng năm đã chính thức trở thành ngày truyền thống của Đài Phát thanh - Truyền hình Hà Bắc trước đây và Đài Phát thanh – Truyền hình Bắc Giang ngày nay.
- Ngày 7/01/1992, Trạm phát hình màu đầu tiên của tỉnh được lắp đặt xong và đưa vào phát thử nghiệm trên kênh 8 máy TQT. Để mở rộng chức năng tuyên truyền của Đài, ngày 30/01/1992 UBND tỉnh ra quyết định đổi tên Đài Phát thanh Hà Bắc thành Đài Phát thanh - Truyền hình Hà Bắc. Sau gần 1 tháng phát thử nghiệm, vào đúng dịp kỷ niệm 62 năm ngày thành lập Đảng cộng sản Việt Nam ngày 1/2/1992, Truyền hình Hà Bắc phát chương trình đầu tiên đánh dấu một bước tiến mới và một giai đoạn mới cho ngành; giai đoạn thực hiện đồng thời chức năng của 2 tờ báo: báo nói và báo hình.[2]
- Năm 1997, tỉnh Hà Bắc được tách thành 2 tỉnh Bắc Giang và Bắc Ninh, Đài Phát thanh – Truyền hình Hà Bắc đổi tên thành Đài Phát thanh – Truyền hình Bắc Giang. Khắc phục khó khăn về nhân lực và thiết bị kỹ thuật những người làm Phát thanh - Truyền hình Bắc Giang đã tập trung khai thác triệt để, hiệu quả thiết bị sẵn có, tranh thủ sự đầu tư, giúp đỡ, hỗ trợ của Đài Truyền hình Việt Nam và sự mở rộng giao lưu hợp tác với các Đài bạn, mở rộng phạm vi phát sóng góp phần đưa tiếng nói của Đảng đến với đồng bào các dân tộc vùng sâu, vùng xa. Đặc biệt, với việc đầu tư xe truyền hình lưu động các sự kiện chính trị quan trọng của tỉnh đã được truyền hình trực tiếp đến đông đảo nhân dân các dân tộc trong tỉnh, góp phần tăng hiệu quả công tác thông tin tuyên truyền.[2]
- Ngày 1 tháng 7 năm 2025, cùng với việc hợp nhất 2 tỉnh Bắc Giang và Bắc Ninh, Đài Phát thanh – Truyền hình Bắc Giang (cũ) hợp nhất với Báo Bắc Giang, Báo Bắc Ninh và Đài Phát thanh – Truyền hình Bắc Ninh (cũ) thành một đơn vị sự nghiệp báo chí mới có tên gọi là Báo và Phát thanh – Truyền hình Bắc Ninh (mới).

## Ban lãnh đạo
- Giám đốc - Tổng Biên tập: Tạ Văn Dương[1]
- Phó Giám đốc - Phụ trách nội dung: Nguyễn Giang Nam[1]
- Phó Giám đốc - Phụ trách kỹ thuật: Hoàng Trọng Hưng[1]

## Các kênh phát sóng

### Phát thanh
Bắc Ninh Radio (98,4 MHz và 92,1 MHz)

### Truyền hình
Bắc Ninh - BTV

## Hạ tầng phát sóng

### Phát thanh
Thời lượng phát sóng: 05h30 - 23h00 hàng ngày.
- Máy phát sóng: công suất 5 KW phát trên sóng FM tần số 98,4 MHz đặt tại phường Đa Mai, tỉnh Bắc Ninh, phủ sóng 100% diện tích toàn tỉnh và một số tỉnh lân cận.
- Chương trình: Nhiều bản tin thời sự trong ngày, các chuyên tiết mục hấp dẫn như: đối thoại trực tiếp, các vấn đề xã hội, tạp chí kinh tế, giá cả thị trường; bạn trẻ và cuộc sống, lá thư âm nhạc,...[2]

### Truyền hình
Thời lượng phát sóng (BGTV cũ):
- 01/02/1992 - 31/12/1996: 11h30 - 14h30; 17h30 - 23h30 hàng ngày.
- 01/01/1997 - 31/12/1999: 06h00 - 12h30; 17h00 - 23h30 hàng ngày.
- 01/01/2000 - 31/12/2004: 06h00 - 23h45 hàng ngày.
- 01/01/2005 - 31/12/2011: 05h30 - 23h45 hàng ngày.
- 01/01/2012 - 30/09/2022: 05h30 - 23h30 hàng ngày.
- 01/10/2022 - 30/06/2025: 24/7.

Thời lượng phát sóng (BTV sau hợp nhất):
- 01/07/2025 - nay: 24/7.

Các hạ tầng truyền dẫn:
- VTVCab: Kênh 262.
- SCTV: DVB-T2 Hà Nội và TP.HCM.
- HTVC: Kênh 133.
- Hanoicab: Kênh 540
- AVG: Kênh 102.
- MyTV: Kênh 981.
- FPT Play: Kênh 117.
- Viettel TV: Kênh 202.
- VTV DVB-T2: K27, khu vực ĐBSH,  kênh số 4.
- Truyền hình OTT: FPT Play, Clip TV, VieON.
- Truyền hình Vinasat-1 & Vinasat-2[2]

## Ứng dụng trực tuyến
- BGTV GO: Là một xem ứng dụng truyền hình trực tuyến của Đài Phát thanh – Truyền hình Bắc Giang. Ứng dụng cho phép xem trực tiếp, xem lại, xem theo chủ đề mọi chương trình của Đài Phát thanh – Truyền hình Bắc Giang.[3]